# Konrad von Falkenberg
Konrad von Falkenberg († 1417), der sich „Kunzmann“ nannte, war ein hessischer Ritter aus der Familie von Falkenberg, deren Stammsitz die Burg Falkenberg bei Wabern in Nordhessen war. Er war der Sohn des hochangesehenen Werner II. von Falkenberg, der von 1374 bis 1382 mainzischer Oberamtmann über die Besitzungen des Erzstifts in Hessen, Thüringen, Westfalen, Sachsen und auf dem Eichsfeld war. Er selbst residierte auf der Burg Herzberg, die sein Vater 1370 teilweise und sein Vater und er selbst 1392 durch Kauf von dem letzten Herzberger erworben hatten.

## „Königsmord“
Kunzmann war am 5. Juni 1400 an der Ermordung des Herzogs Friedrich von Braunschweig-Lüneburg beteiligt. Herzog Friedrich war auf dem Fürstentag von Frankfurt Ende Mai 1400 von einigen Kurfürsten als Gegenkönig zu Wenzel von Luxemburg vorgeschlagen worden. Da Erzbischof Johann II. von Mainz, der lieber seinen eigenen Kandidaten Ruprecht von der Pfalz auf dem Thron sehen wollte, diesen Vorschlag ablehnte, reisten alle Parteien in Unfrieden ab. Herzog Friedrich wurde auf seinem Heimritt nach Braunschweig am 5. Juni 1400 bei Fritzlar, in der Nähe des heutigen Dorfes Kleinenglis, vom Grafen Heinrich VII. von Waldeck und dessen Kumpanen Kunzmann (Konrad) von Falkenberg und Friedrich III. von Hertingshausen ermordet. An der Mordstelle steht seit dem 15. Jahrhundert das in Sandstein ausgeführte sogenannte Kaiserkreuz von Kleinenglis.

## Nachkommen
Kunzmanns Witwe hatte von 1417 bis 1422 ihren Witwensitz auf der Burg Hausen. Sein Sohn und  Erbe Werner († 1441) wohnte auf der Burg Herzberg, verkaufte aber bereits 1417 einen Teil der Burg an Landgraf Ludwig I. von Hessen und verpfändete ihm den Rest, woraus später ein Kauf wurde. Mit Werner erlosch die Herzberger Linie der Falkenberger.